# Чудаков, Григорий Михайлович
Григорий Михайлович Чудаков (23 октября 1926 — 14 ноября 2011) — советский и российский журналист, историк фотографии и преподаватель. Последний главный редактор журнала «Советское Фото», Заслуженный работник культуры Российской Федерации.

## Биография
Григорий Михайлович Чудаков родился 23 октября 1926 года. В 1951 году окончил Московский полиграфический институт, в котором учился на редакционно-издательском факультете. После этого работал корреспондентом в московских изданиях.
С 1959 года работал в ежемесячном журнале «Советское фото», где сначала был редактором отдела, а затем ответственным секретарем и заместителем главного редактора. В конце 1990 года Григорий Чудаков стал главным редактором журнала, сменив на этом посту Ольгу Васильевну Суслову.
Уже при Чудакове журнал стал называться «Фотография», а в 1997 году издание прекратило свое существование.
На протяжении многих лет (с 1964 по 2011 год) Григорий Михайлович преподавал теорию и историю фотографии на факультете журналистики МГУ им. М. В. Ломоносова.
Являлся членом редакционной коллегии и автором-составителем нескольких книг, посвященных фотографии.